# زولتان كيليمن (لاعب جمباز فني)
زولتان كيليمن (بالمجرية: Kelemen Zoltán)‏ هو لاعب جمباز فني مجري، ولد في 4 أكتوبر 1958 في بودابست في المجر.

## وصلات خارجية
- زولتان كيليمن على موقع أوليمبيديا (الإنجليزية)
- زولتان كيليمن على موقع اللجنة الأولمبية المجرية (الهنغارية)